# Buz-e-Chini
Buz-e-Chini – pierwszy afgański krótkometrażowy film animowany 3D, wyprodukowany w 2012 roku.